# Åsa Könsberg
Åsa Thulin, ogift Könsberg, född 16 juni 1981, är en svensk tidigare handbollsspelare (högersexa).

## Klubbkarriär
Åsa Könsberg spelade i moderklubben Lugi till hösten 2000 då hon skiftade till elitserieklubben Eslövs IK. Hon spelade för Eslöv i fem säsonger och var med och vann två SM-guld 2002 och 2003, och vann elitserien med klubben 2004. Efter 2005 blev hon proffs i danska SönderjyskE men skiftade 2006 till den då ganska nybildade klubben KIF Vejen. Hon avslutade sin proffssejour i Danmark efter två spelår och födde sitt första barn 2007. Hade ett speluppehåll 2007–2008 och återkom 2008 till Eslöv men slutade efter ett spelår. Hon födde sitt andra barn 2010 och sitt tredje 2013 och har sedan spelat i Eslöv II i lägre serie under några år men elitkarriären avslutades 2009.

## Landslagskarriär
Könsberg började spela för juniorlandslaget 1999 i 10 matcher och med gjorda 25 mål. Hon fortsatte i ungdomslandslaget 2000–2001 med 38 matcher och 70 mål. Hon debuterade 2000 i A-landslaget. Könsberg spelade under åren 2000–2006 69 landskamper och gjorde 102 mål i landslaget. I EM 2004 blev det tre raka förluster mot Rumänien 25-32, Danmark 21-24 och Tyskland 22-25 och Sverige blev utslaget i gruppspelet. I hemma EM 2006 spelade hon för svenska landslaget. som presterade bättre och kom på sjätte plats efter två vinster i mellanrundan men förlust mot Frankrike och sedan förlust i matchen om femteplatsen mot Ungern. Efter 2005 hade Åsa Könsberg blivit proffs i Danmark och hon spelade i landslaget ett år till. 2006 blev sista året i landslaget för henne.